# Jon Heggedal
Jon Heggedal, född 23 december 1935 i Oslo, är en norsk skådespelare och teaterregissör.
Heggedal scendebuterade 1960 som Henrik i Ludvig Holbergs Den Politiske Kandestøber på Trøndelag Teater. Han verkade där till 1963 och därefter vid Oslo Nye Teater 1964–1966 och Fjernsynsteatret 1969–1975, från 1972 även som regissör. Därefter blev han frilansande regissör. Bland hans roller återfinns dauphinen i Jeanne d'Arc, David i Johan Falkbergets Den fjerde nattevakt och tittelrollen i Don Carlos. Bland hans regiuppsättningar finns Harold Pinters Vaktmästaren och Stewart Parkers På felgen av fryd, båda på Det Norske Teatret samt Peer Gynt på Sogn og Fjordane Teater.
På film och TV medverkade Heggedal i 13 produktioner som skådespelare. Han debuterade 1959 i filmen 5 loddrett och gjorde 1972 sin sista roll i TV-serien Alberte. Han regisserade sammanlagt 13 TV-teateruppsättningar 1968–1974.

## Filmografi (urval)
Roller
- 1959 – 5 loddrett
- 1968 – Skipper Worse (TV-serie)
- 1972 – Alberte (TV-serie)